# Rivière Koktac
La rivière Koktac est affluent du littoral Est de la baie d'Hudson. Ce cours d'eau coule dans le territoire non-organisé de la Baie-d'Hudson, dans la péninsule d'Ungava, dans la région administrative du Nord-du-Québec, au Québec, au Canada.

## Géographie
Les bassins versants voisins de la rivière Koktac sont :
- côté nord : rivière Alinotte, rivière Mariet, rivière Kogaluc ;
- côté est : rivière Innuksuac, lac Qilalugalik ;
- côté sud : rivière Innuksuac, rivière Beugni, Rivière Aanaakisiuqvik ;
- côté ouest : Baie d'Hudson.

La rivière Koktac prend sa source d'un petit plan d'eau (altitude : 150 m), situé au nord-ouest du lac Qilalugalik qui est un affluent de la rivière Innuksuac. Ce lac est situé à 102 km au nord-est du littoral est de la baie d'Hudson.
La rivière Koktac coule vers l'ouest, puis vers le nord-ouest, en traversant plusieurs lacs notamment le lac Sitiaput Tasinga (altitude : 142 m), le lac Quinijulik (altitude : 82 m), le lac Iqalutsiuvialuk (altitude : 65 m), les Hauts-fonds Ikkatujaaraaluk (altitude : 43 m) et le lac Nuluarniavik (altitude : 42 m). Son principal tributaire est la rivière Aanaakisiuqvik, venant du sud.
La rivière Koktac se déverse au fond d'une baie sur le littoral est de la baie d'Hudson. Son embouchure est situé à 9,3 km au sud de l'embouchure de la rivière Alinotte, à 25,7 km au sud de la rivière Mariet, à 15,2 km au nord de la rivière Nauberakvik et à 31,4 km au nord de l'embouchure de la rivière Beugni. L'embouchure de la rivière Koktac est situé au nord de Pointe Bonissant et à 10,1 km au sud de la Pointe Despins.

## Toponymie
Le toponyme rivière Koktac a été officialisé le 5 décembre 1968 à la Commission de toponymie du Québec.